# أم (قصة قصيرة)
أم (بالإنجليزية: A Mother)‏ قصة قصيرة من تأليف الكاتب الأيرلندي جيمس جويس. نُشِرت القصة للمرة الأولى في عام 1914 مُضمَّنة في مجموعة جويس القصصية «ناس من دبلن» (Dubliners).

## القصة
تبدأ القصة بوصف مختصر للسيد هولوهان، الذي يدير جمعيَّة ثقافية أيرلندية، وأهم صفاته الجسدية أنَّه أعرج، ولهذا يُلقِّبونه بهولوهان النطَّاط، وفي الفترة الأخيرة وكِّلت إليه مهام تنظيم حفلاتٍ ثقافية. تنتقل القصة بعد ذلك إلى السيدة كيريني، التي كانت في الأصل آنسة من أصول نبيلة، ومثقَّفة ومتعلِّمة في محطِّ إعجاب جميع من حولها، وعندما بلغت إلى سنِّ الزواج، لم تكن مقتنعة بالشبان حولها، فبدأت ألسنة الناس تحيك الأحاديث عنها، فأخرستها عندما تزوَّجت صانع أحذية بسيط بدافع النكاية. أما الآن فإنَّ ابنتها كاتلين ترتاد مدارس جيدة المستوى، وقد تعلَّمت كيفية العزف على البيانو، وهي جميلة وعالية الثقافة. استغلَّت السيدة كيريني ظاهرة إحياء التراث الأيرلندي كي تُبرِز اسم ابنتها وتُحسِّن من وضع العائلة، فنجحت في لفت انتباه السيد هولوهان إلى ابنتها كاتلين، فاصطحب كاتلين معه إلى أربعة حفلات موسيقية أقامتها جمعيته، كعازف مرافق، وتشاركه في تنظيم الحفلات السيدة كيريني، التي شكَّلت عوناً كبيراً، وكانت مجتهدة أيما اجتهاد في عملها. الحفل الأوَّل لم يحضره الكثير، أما الحفل الثاني فقد حضره عدد لا بأس به ولكنَّ السيدة كيريني كانت منزعجة من تصرُّف الجمهور ومن تصرُّف سكرتير الجمعية السيد فيتزباتريك، أمَّا الحفل الثالث فقد أُلغِيَ، وبعد إلغاؤه كانت السيدة كيرني قلقة ما إذا كانت ابنتها سوف تستلم المبلغ المُقرَّر أما لا، ولكنَّها لم تحصل على إجابة واضحة سواء من هولوهان أو فيتزباتريك. وفي موعد الحفل الأخير جلبت السيدة كيريني زوجها معها لأنَّها تتوقع مواجهةً مع هولوهان وفيتزباتريك، تُصِرُّ السيدة كيريني على أنَّ ابنتها لن تؤدِّي العرض ما لم يتم دفع كامل مستحقاتها، من ضمنها الحفل الملغي، يستمرُّ النزاع بين الطرفين إلى بداية الحفل، حيث يدفع فيتزباتريك نصف المبلغ ويعد السيدة كيريني بدفع النصف الآخر خلال الفاصل. النصف الأول من الحفل كان ناجحاً، ولكن كانت هناك عدة ملاحظات على الفنانين، فهم إمَّا صغار تحت السن المناسب أو كبار فوق السن المناسب. وخلال الفاصل يتم إبلاغ السيدة كيرين أنَّ المبلغ المتبقي ستستلمه خلال ثلاثة أيام، فيثور غضبها وتمنع ابنتها من إتمام الأداء، فيُعثَر خلال الفاصل على عازف آخر، ويُستغنى عن كاتلين، وتخرج العائلة وسط إدانات من الجميع.